# 飛行第111戰隊 (日本陸軍)
飛行第111戰隊（日語：ひこうだい111せんたい）於1945年（昭和20年）日由明野陸軍飛行學校飛行人員及教官中之優秀者所編成的陸軍飛行戰隊。以明野飛行場為基地，隸屬於第20戰鬥飛行集團。飛行分科屬「戰鬥」。

## 戰隊人事
戰隊長
石川正 中佐：1945年（昭和20年）7月18日 - 終戰
大隊長
檜與平 大尉：1945年（昭和20年）4月 - 終戰（1945年（昭和20年）6月進級少佐）

## 戰鬥事跡
大隊長檜與平使用杜拉鋁製的義肢駕駛新銳的五式戰鬥機重上戰場，於1945年7月在伊勢灣上空擊落P-51D（美國陸軍航空隊第506戰鬥機群John Benbow上尉機）。

## 外部連結
- 飛行第111戦隊 - 軍人データベース 『サクラタロウ DB (Purunus DB)』[永久]